# Теорема Мазура — Улама
Теорема Мазура — Улама — утверждение функционального анализа: сюръективная изометрия между нормированными пространствами является афинным преобразованием (то есть переводит прямые в прямые).
Результат нетривиален, поскольку кратчайшие пути в нормированном пространстве в общем случае могут отличаться от отрезков прямых. В случае строго нормированных пространств утверждение имеет место и без условия сюръективности изометрии.
Установлена польскими математиками Станиславом Мазуром и Станиславом Уламом в 1932 году как решение задачи, поставленной Банахом.
Наиболее простое доказательство теоремы принадлежит Юсси Вяйсяле (2003).